# Vigilante 8: 2nd Offense
Vigilante 8: 2nd Offense es un videojuego de combate vehicular lanzado para PlayStation, Dreamcast y Nintendo 64 a finales de 1999 y principios del 2000. Es la secuela de Vigilante 8.

## Argumento
El videojuego se desarrolla en septiembre de 1977, dos años después de los sucesos de Vigilante 8. El suroeste de los Estados Unidos se ha vuelto pacífico tras la derrota de los Coyotes, pero el Oil Monopoly Alliance Regime (OMAR) sigue dominando la mayor parte del mercado mundial del petróleo, a casi inicios del siglo XXI. Con el nuevo líder de los Coyotes, Slick Clyde, liderando a OMAR durante el ocaso de su vida en 2017, Clyde piensa que una falla en conquistar a Estados Unidos (que ha adoptado energía nuclear y sostenible) sería su mayor pesar. Su plan consiste en cambiar la historia robando prototipos de máquinas del tiempo del laboratorio de física cuántica de la Universidad de Stanford, viajar a la década de 1970 y eliminar a los Vigilantes para garantizar la supremacía absoluta de OMAR.

### Personajes
Muchos de los personajes que aparecieron previamente en Vigilante 8 reaparecen y tienen sus propias campañas en el Quest Mode. Boogie, Dusty Earth y Dave's Cultsmen solo están disponibles en el modo multijugador.
Los protagonistas del videojuego son los Vigilantes, que habían sido casi disueltos después de los eventos del primer videojuego. Su líder, Convoy, se casa con la ex Coyote Houston y maneja un negocio de transporte en camión, pero aparentemente muere cuando los Coyotes los emboscan el 17 de septiembre de 1977. Los personajes que regresan incluyen al apostador John Torque y la sobrina rebelde de Convoy, Sheila. Los Vigilantes son suplantados por el Flying All-Star Trio (Team FAST), acróbatas negros que en realidad son los hermanos perdidos de hace mucho tiempo de Houston y Dave's Cultsmen, un trío de seguidores hippies que idolatran al personaje Dave de Vigilante 8.
El principal antagonista del videojuego es el ex Vigilante Slick Clyde ahora llamado Lord Clyde, quien ahora lidera a los Coyotes luego de encontrar el viejo brazalete de control mental de Houston. Sus subordinados en 2017 son la huérfana japonesa Obake y el Cyborg Dallas 13, que se revela como el amigo cercano de Obake, Darius, el cual desapareció después de un error durante el robo a la Universidad de Stanford. La ex-amante de Sid Burn y la traficante de armas Nina Loco, es una nueva incorporación a los Coyotes, ya que ha salvaguardado la mayoría de las armas avanzadas que robaron en el primer videojuego. Boogie y Molo son los únicos antagonistas que regresan del primer juego; Nina saca a Boogie de la cárcel y Clyde libera a Molo mientras es transportado a un centro correccional en el autobús de la prisión, dándole el autobús de la prisión como su vehículo personal.
El videojuego también presenta una tercera facción: los Drifters. Si bien no es una organización per se, los Drifters son individuos que de alguna manera están involucrados en la guerra. Esta facción incluye al agente de Chrono Police (ChronoPol) R. Chase, quien está investigando las actividades de Clyde y OMAR; el exastronauta de la NASA Bob O, el chamán indio americano Dusty Earth, el predicador del fin del mundo Padre Destino, el Garbage Man anteriormente llamado "Y" the Alíen, que se ve que formó una alianza con Astronauta Bob O, la exagente del FBI Chassey Blue, cuya carrera en Hollywood está en ruinas después de un escándalo que el FBI ideó para volver a ponerla en su puesto original.
Los únicos personajes del primer juego que no aparecieron son: Dave, Loki, Beezwax y Sid Burn.

### Finales
Al igual que con Vigilante 8, la mayoría de las cinemáticas finales de Second Offense están conectadas para contar una historia completa.
Dallas 13 captura a Houston, quien opone resistencia y lo destruye. Utilizando la máquina del tiempo de Dallas 13, Houston vuelve a detener a Convoy para evitar el acantilado mientras los Coyotes atacan. Convoy activa los cañones especiales en su camión y se prepara para la batalla. Houston también se reúne con sus hermanos Team FAST, a quienes no había visto después de que fue secuestrada de una clase de gimnasia en 1973 (presumiblemente por agentes de OMAR).
Más tarde, el agente R Chase arrincona a un desafiante Slick Clyde. El líder de los Coyotes opone resistencia y está a punto de matar al agente hasta que Obake incapacita a Clyde y se va con él a través del túnel del tiempo. Ahora en 2017, Slick se despierta en su automóvil con Obake al volante. Después de descubrir la verdad sobre la identidad real de Dallas 13 y cómo Clyde mató a sus padres, maniobra el automóvil cargado de bombas para que colisione con la sede de OMAR, donde muere Slick. El colapso de OMAR incita a Uzumi a intensificar y revelar la tecnología de energía limpia de su familia al mundo. Refunfuñando por su fracaso en arrestar a Clyde, Chase rompe su placa de ChronoPol y finalmente se encuentra con su amor de la niñez Chassey Blue (quien también tiró su identificación del FBI). En el momento en que la placa ChronoPol es destruida, Chase es declarado como desertor y se marcha con Chassey mientras otros agentes de ChronoPol van tras ellos.
Sheila ingresa a la Academia del FBI con la bendición de Chassey y se gradúa. Su primera tarea es capturar a Molo, quien pensó que Chassey lo estaba persiguiendo.
Simulando ser víctima de un accidente, el Garbage Man se escapa con el rover lunar de Bob O. Garbage Man se revela como el personaje secreto de Vigilante 8 "Y The Alien", quien canibalizó al rover para obtener piezas para su nave espacial. Bob O, quien en realidad es un mono de laboratorio de la NASA, se une a Y mientras hacen despegar la nave espacial.
El Padre Destino se vaporiza cuando aparece un portal durante sus oraciones y le dispara una ráfaga de fuego.
Con la segunda derrota de los Coyotes, Nina decide entregar las armas pesadas restantes del Sitio 4 a una pandilla mexicana y se reúne con ellos para obtener la recompensa. Sin embargo, el envío es en realidad una bomba que destruye la limusina de la pandilla. Esperando escaparse, Nina se detiene cuando ve a John Torque bloqueando la carretera. Después de haberla escondido en el maletero de su coche, Torque se dirige a la cárcel más cercana para recoger su recompensa. Al final, Torque cambia de opinión y ambos van a una isla paradisíaca, con Convoy y Houston uniéndose a ellos.

## Jugabilidad
Al igual que en Vigilante 8, los jugadores controlan un vehículo y eliminan a todos los demás vehículos en la etapa con el uso de armas y mejoras. El jugador puede elegir jugar en modo historia, modo Quest o jugar con una variedad de bots en el modo Arcade. El videojuego también ofrece un modo cooperativo para dos jugadores y un modo Grand Melee Deathmatch, en el que el jugador debe resistir ataques de múltiples oponentes controlados por la IA. Second Offense introdujo el sistema de "Salvage Points", que permite al jugador actualizar su vehículo recogiendo Salvage Points de oponentes destruidos, mejorando el ataque, defensa, velocidad y habilidades autodirigidas del vehículo. El aspecto externo del vehículo también mejora con más Salvage Points y cuando se actualizan todas las mejoras, su diseño cambia completamente. Iconos especiales dispersos por la etapa permiten al jugador mejorar la movilidad en ciertos entornos, como motores que hacen flotar al vehículo, esquís y motores acuáticos. De las cinco armas estándar del juego original - minas, cohetes, cañones automáticos, misiles autodirigidos y morteros - ahora se le añade el lanzallamas, con cada arma capaz de realizar tres ataques especiales usando movimientos en el control de la videoconsola. Los modos de combate Totaling y Whammy del primer videojuego también se conservan, al igual que el concepto de etapas con características interactivas.
Completar objetivos secundarios en el modo Quest también ayuda a desbloquear personajes secretos. Además de poder reproducir CDs de música, el jugador también puede acceder a los niveles de Vigilante 8 para las partidas multijugador insertando el disco del videojuego.

## Desarrollo
Vigilante 8: Second Offense se anunció en 1998, inicialmente con el título Vigilante 12, refiriéndose a los cuatro personajes adicionales del videojuego en comparación con los ocho personajes de su predecesor. Durante el desarrollo se presentó un autobús escolar, pero se esperaba que Activision lo reemplazara con un autobús de la prisión por "sensibilidad a la violencia".

## Recepción
Las versiones de PlayStation y Dreamcast recibieron reseñas "favorables", mientras que la versión de Nintendo 64 recibió críticas "promedio", según el sitio web recopilador de reseñas GameRankings. IGN declaró que la versión de PlayStation había mejorado en términos de variedad de automóviles y entornos, el motor de física y la jugabilidad, pero que las misiones parecían triviales, y agregó que el videojuego también había superado a Twisted Metal 4. Joe Fielder, de GameSpot, elogió el sistema de mejoras de los vehículos y la variedad de canciones en la banda sonora del videojuego, pero no aprobó el modelo de física "agravado" y los gráficos, que eran exactamente los mismos que en el primer videojuego.
A pesar de las críticas positivas, Vigilante 8: 2nd Offense no pudo vender bien contra su competidor directo, Twisted Metal 4. En octubre de 2000, Activision declinó comentar sobre un reporte que estipulaba que no tenía planes de continuar la serie en la PlayStation 2 o cualquier otra videoconsola nueva.